# Emden
 Ovo je glavno značenje pojma Emden. Za druga značenja pogledajte Emden (razdvojba).
Emden je grad u njemačkoj saveznoj pokrajini Donjoj Saskoj, blizu granice s Nizozemskom. Ima 51.714 stanovnika (2007.)
Grad leži na rijeci Ems, blizu njezinog ušća u Sjeverno more. Jedna je od najznačajnijih luka Njemačke.
Pet je brodova njemačke mornarice nosilo ime "Emden", od kojih je najpoznatija laka krstarica Emden iz Prvog svjetskog rata.

## Vanjske poveznice
- Službena stranica

### Ostali projekti
|  | Zajednički poslužitelj ima još gradiva o temi Emden |